# Dana Ivey
Dana Ivey (* 12. August 1941 in Atlanta, Georgia) ist eine US-amerikanische Schauspielerin.

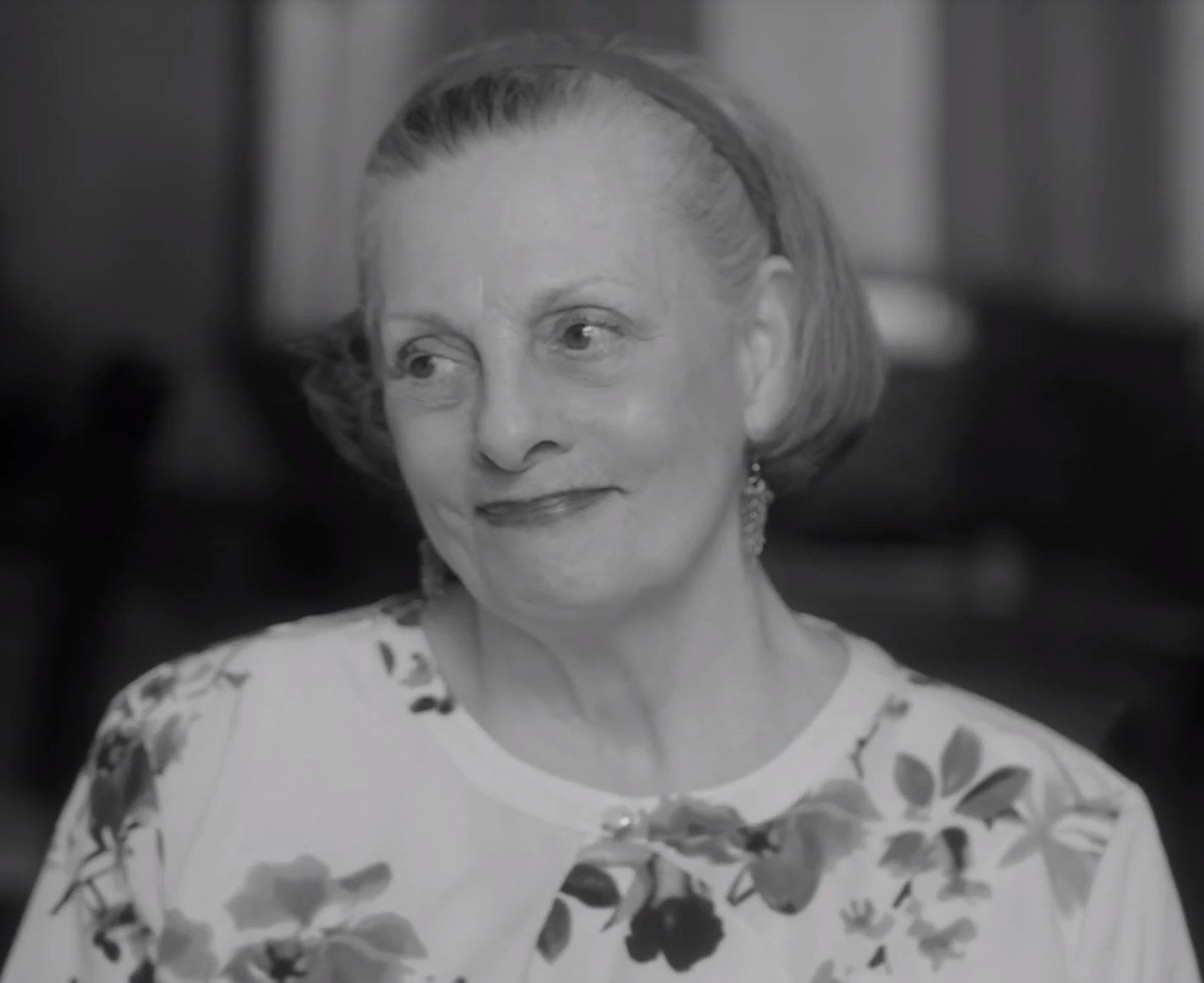
Dana Ivey, 2018

## Karriere
Ivey ist die Tochter der Schauspielerin Mary Nell Santacroce. Als Sechsjährige soll sie beschlossen haben, Schauspielerin zu werden. Erste Auftritte hatte sie am Theater des Rollins College in Florida. Sie studierte an der Academy of Music and Art in London. In den 1960er Jahren übernahm sie erste Auftritte in Film- und Fernsehproduktionen und war seither in mehr als 60 Produktionen, zumeist in Nebenrollen, zu sehen.
Ivey ist vor allem auch eine gefragte Theater- und Musicaldarstellerin. Sie war zwischen 1984 und 2007 fünfmal für den Tony Award nominiert. Im Januar 2008 wurde sie in die American Theater Hall of Fame aufgenommen.
Ivey lebt in New York City.

## Filmografie (Auswahl)
- 1982: Kleine Gloria – Armes reiches Mädchen (Little Gloria... Happy at Last, Fernsehfilm)
- 1982: Macbeth (Fernsehfilm)
- 1985: Explorers – Ein phantastisches Abenteuer (Explorers)
- 1985: Die Farbe Lila (The Color Purple)
- 1986: Sodbrennen (Heartburn)
- 1986–1987: Dieses süße Leben (Easy Street, Fernsehserie, 22 Folgen)
- 1988: Eine andere Frau (Another Woman)
- 1988: Zwei hinreißend verdorbene Schurken (Dirty Rotten Scoundrels)
- 1990: Grüße aus Hollywood (Postcards from the Edge)
- 1991: Addams Family (The Addams Family)
- 1992: Kevin – Allein in New York (Home Alone 2: Lost in New York)
- 1993: Die Abenteuer von Huck Finn (The Adventures of Huck Finn)
- 1993: Land in Flammen (Class of ‘61, Fernsehfilm)
- 1993: Die Addams Family in verrückter Tradition (Addams Family Values)
- 1993: Jenseits der Unschuld (Guilty as sin)
- 1993: Schlaflos in Seattle (Sleepless in Seattle)
- 1995: Homicide (Homicide: Life on the Street, Fernsehserie, 3 Folgen)
- 1995: Der scharlachrote Buchstabe (The Scarlet Letter)
- 1995: Sabrina
- 1998: The Impostors – Zwei Hochstapler in Not (The Impostors)
- 1999: Simon Birch
- 1999: A Lesson Before Dying – Nachhilfestunden in der Todeszelle (A Lesson Before Dying, Fernsehfilm)
- 1999: Dr. Mumford (Mumford)
- 1999: Wesleys Feuerprobe (Walking Across Egypt)
- 2000: The Kid – Image ist alles (The Kid)
- 2002: Nix wie raus aus Orange County (Orange County)
- 2002: Ein Chef zum Verlieben (Two Weeks Notice)
- 2002: Natürlich blond 2 (Legally Blonde 2: Red, White & Blonde)
- 2007: Rush Hour 3
- 2008: Wen die Geister lieben (Ghost Town)
- 2009: Haben Sie das von den Morgans gehört? (Did You Hear About the Morgans?)
- 2010: Boardwalk Empire (Fernsehserie, 4 Folgen)
- 2011: The Importance of Being Earnest (Fernsehfilm)
- 2013: Muhammad Alis größter Kampf (Muhammad Ali’s Greatest Fight)
- 2017: Das Leuchten der Erinnerung (The Leisure Seeker)
- 2018: Ocean’s 8

## Auszeichnungen / Nominierungen
- 1984: Tony Award, Nominierung als beste Darstellerin in einem Theaterstück, Heartbreak House
- 1984: Tony Award, Nominierung als beste Darstellerin in einem Musical, Sunday in the Park with George
- 1987: Tony Award, Nominierung als beste Darstellerin in einem Theaterstück, The Last Night of Ballyhoo
- 2005: Tony Award, Nominierung als beste Nebendarstellerin in einem Theaterstück, The Rivals
- 2007: Tony Award, Nominierung als beste Nebendarstellerin in einem Theaterstück, Butley